# Салема
Салема (Sarpa salpa) е вид бодлоперка от семейство Sparidae. Видът не е застрашен от изчезване.

## Разпространение и местообитание
Разпространен е в Албания, Алжир, Ангола, Босна и Херцеговина, България, Гамбия, Гвинея, Гвинея-Бисау, Гибралтар, Грузия, Гърция, Демократична република Конго, Египет, Западна Сахара, Израел, Испания (Балеарски острови, Канарски острови и Северно Африкански територии на Испания), Италия, Кабо Верде, Кипър, Либия, Ливан, Мавритания, Малта, Мароко, Мозамбик, Монако, Намибия, Нигерия, Португалия (Азорски острови и Мадейра), Румъния, Сенегал, Сиера Леоне, Сирия, Словения, Тунис, Турция, Франция, Хърватия и Южна Африка.
Обитава крайбрежията на полусолени водоеми, океани и морета. Среща се на дълбочина от 0,5 до 44 m, при температура на водата от 15,6 до 18,8 °C и соленост 37,2 — 38 ‰.

## Описание
На дължина достигат до 51 cm.